# 威廉·韦策尔
威廉·韦策尔（Wilhelm Wetzel，1888年7月17日—1964年7月4日）是一位纳粹德国国防军将领，曾参加第二次世界大战，出任第255步兵師師長以及第5軍軍長，获颁騎士鐵十字勳章。戰爭結束後，他在Broschek Co出版社工作。